# ضربان قلب (مجموعه تلویزیونی)
تپش قلب (به ترکی استانبولی: Kalp Atışı) یک سریال ترکیه‌ای به کارگردانی یوسف پیرحاسان و با بازیگری گوکهان آلکان، ایکو کارایل، استوری ساوت ویند، علی بوراک جیلان و هاکان است. پخش سریال از سال ۲۰۱۷ آغاز و در ۲۸ ژانویه ۲۰۱۸ پایان یافت.
این سریال براساس درام سریال پزشکان ساخت کرهٔ جنوبی در سال ۲۰۱۶ ساخته شد. این سریال در شبکه‌های گروه جم نیز پخش شد‌ و از طریق پلتفرم های دیگر هم قابل تماشا میباشد.

## داستان
هنگامی که ایلول اردم دانش آموز بود، پدرش او را به دلیل اینکه نمی‌خواهد به مدرسه برود و دائماً در مدرسه مشکل ایجاد می‌کند، نزد مادربزرگش برد. سالها بعد، او با معلم خود علی آصف آشنا می‌شود و عاشق او می‌شود و…

## بازیگران
| بازیگر            | نقش                   | قسمت ها |
| ----------------- | --------------------- | ------- |
| گوکان آلکان       | علی آصف دنیزاوغلو     | ۱–۲۸    |
| اویکو کارایل      | ایلول اردم/ دنیزاوغلو | ۱–۲۸    |
| اِگه کوکیلنی       | بهار تونج             | ۱–۱۰    |
| علی بوراک جیلان   | اوغوز داگچاکر         | ۱–۲۸    |
| ودات ارنکین       | ضیا نور دنیزاوغلو     | ۱–۱۳    |
| هاکان گیرچیک      | سینان تونج            | ۱–۲۸    |
| متین کوشکان       | سلیمان تونج           | ۱–۲۳    |
| بورجو تورنز       | اِسما سانکاک           | ۱–۲۸    |
| اردم کاینارجا     | مهمت                  | ۱–۱۷    |
| فاتح دونمز        | دکتر سلیم             | ۱–۲۸    |
| صلاح الدین پاشالی | آلپ سونگور            | ۱–۲۸    |
| باریش آیتاچ       | فاتح ییلماز           | ۱–۱۶    |
| باشار دوغسوی      | صمد توک               | ۱–۲۸    |
| حسن شاهین ترک     | ودات اردم             | ۱–۲۴    |
| مروه چاعیران      | ایپک اردم             | ۱۰–۲۸   |
| دمت آلتانر        | اوزگول                | ۱–۲۸    |
| صدا آکمان         | اِسرا کیمدیر           | ۱۲–۱۶   |
| شعله زینال        | سوده                  | ۱–۲۸    |
| توچه کومراک       | نازلی                 | ۱۸–۲۸   |
| سرکان تینماز      | سلطان دنیزاوغلو       | ۲۰–۲۸   |
| نیهان آشیچی       | زینب                  | ۲۴–۲۸   |
| آیتاچ اوسان       | هاکان                 | ۱۰-۹    |